# Kauksi (Põlva)
Kauksi (Duits: Kauks) is een plaats in de Estlandse gemeente Põlva vald, provincie Põlvamaa. De plaats heeft de status van dorp (Estisch: küla) en telt 225 inwoners (2021). In 2000 waren dat er 327.
Tussen 1991 en 2017 lag Kauksi in de gemeente Mooste. In oktober 2017 werd Mooste bij de gemeente Põlva vald gevoegd.

## Ligging
De rivier Lutsu, een zijrivier van de Ahja, loopt door het dorp. Een deel van de rivier vormt de grens met het buurdorp Kaaru. De Lutsu loopt door het meer Kauksi järv (11,3 ha). De grens met het buurdorp Vanaküla loopt door het meer. De Tugimaantee 62, de secundaire weg van Kanepi via Põlva naar Leevaku, komt ook door Kauksi en gaat hier met een brug over de Lutsu heen.
Langs de Lutsu hebben zeven watermolens gelegen. De watermolen Kauksi vesiveski bestaat nog steeds en is een beschermd monument. De molen dateert uit de tweede helft van de 19e eeuw.

## Geschiedenis
Op het grondgebied van Kauksi ligt de heuvel Kauksi Leerimägi, ook wel Kauksi linnamägi genoemd. Rond het jaar 1000 lag hier een burcht van de Esten. De oppervlakte van de burcht was ongeveer 1800 m². Een deel van het terrein is in 1960 vernield bij de aanleg van een hoogspanningsleiding. Bij archeologische onderzoeken zijn vooral potscherven gevonden.
Kauksi werd in de 16e eeuw voor het eerst genoemd onder de naam Kaugasitz. Het dorp stond sindsdien bekend onder vele namen: Kawkfer (1582), Kauksi albo Kaukefer (1588), Kaukszy albo Kaukofer (1592), Kowcksi (1601), Kaugasitz oder Kauwist (1627), Koggositz (1638), Kaugosidtz Kylla (1686), Kauckst (1757), Kaukasitz (1805) en Kaugs (1839). In 1625 werd het dorp in leen gegeven aan Nicolao Guenterberg. Daarmee ontstond het landgoed Kaugasitz of Kauwist. In 1717 kreeg het landgoed dezelfde eigenaar als Moysekatz (Mooste). Vanaf dat moment was Kauksi een Hoflage, een niet-zelfstandig landgoed, onder Moysekatz.
In 1977 werden de buurdorpen Hirmu en Kivikülä bij Kauksi gevoegd.